# Nikolaï Korjenevski

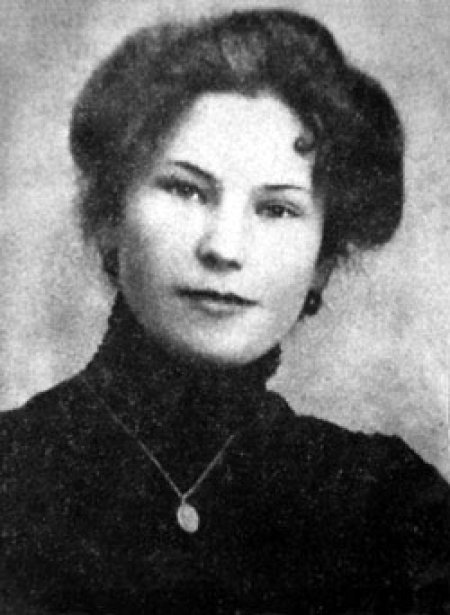
Evgenia Korjenevskaïa, épouse de l'explorateur

Nikolaï Leopoldovitch Korjenevski (en russe : Никола́й Леопо́льдович Коржене́вский), né le 18 février 1879 à Zavereïé (aujourd'hui oblast de Pskov) dans le gouvernement de Vitebsk, sous l'Empire russe, et mort le 31 octobre 1958 à Tachkent, est un explorateur, géomorphologue et glaciologue russe et soviétique, professeur, chef du département de géographie physique de l'Université nationale d'Ouzbékistan.

## Biographie
Son enfance se déroule dans la province de Kostroma. En 1901, Nikolaï sort diplômé avec mention de l'école militaire de Kiev, puis, se rend à son lieu d'affectation situé dans la lointaine ville d'Och, à la périphérie de l'Empire russe, au pied du Pamir.
En 1903, le commandement militaire envoie Korjenevski dans le Pamir pour installer un télégraphe sans fil afin de permettre au détachement du Pamir communiquer avec le commandement à Och. Par la suite, de 1903 à 1928, il effectuera onze voyages et expéditions dans diverses régions du Pamir et du Tian Shan voisin. L'année suivante, en 1904, il effectue deux voyages dans le cours moyen de la rivière Mouksou, où il rassemble de riches collections de roches et découvre un grand glacier sur le Chaînon Pierre Ier, qu'il appele le glacier d'Ivan Mouchketov à l'effigie de son professeur de géographie.
Au cours de l'expédition de 1905, Korjenevski réalise un croquis et deux photographies de l'un des plus hauts sommets du Tadjikistan le mont Kaufmann qui atteint une hauteur de 7 134 m.
En 1905, il épousa Evgenia Topornina, fille du commandant du 10e bataillon de fusiliers du Turkestan. Elle voyagea plus tard avec son mari, partageant avec lui toutes les épreuves et difficultés.
À partir de 1928, Korjenevski dirige de grandes expéditions scientifiques complexes et participe activement aux travaux de l'Institut hydrométéorologique d'Asie centrale. Il est également l’un des fondateurs de l’Université nationale d'Ouzbékistan où il devient chef du département de géographie physique de la faculté de géographie.
Décédé à Tachkent en 1958, Nikolaï Korjenevski est enterré au cimetière Botkine de la ville.

## Source
- (ru) Cet article est partiellement ou en totalité issu de l’article de Wikipédia en russe intitulé « Корженевский, Николай Леопольдович » (voir la liste des auteurs).